# Yumi Yoshimura
Yumi Yoshimura (吉村 由美, Yoshimura Yumi) est une seiyū et guitariste japonaise.

## Biographie

### Enfance et formation
Yumi arrive à Tokyo pour passer une audition de jeunes talents chez Sony en 1995.

### Carrière
Avec Ami Onuki, elles forment le groupe Puffy AmiYumi en 1996 et sortent leur premier single, Asia no junshin. Le single est suivi par leur premier album, AmiYumi.
Elles sortent en 1998 l'album Jet CD et Fever Fever en 1999.
Avec Ami Onuki, elle anime l’émission de variétés Pa-Pa-Pa-Pa-Puffy entre 1997 et 2002.